# Classe Lyon
La classe Lyon est une classe de quatre cuirassés de type dreadnought prévue pour la Marine française. Son étude commence en 1913, et le lancement des navires est prévu pour 1917. Le déclenchement de la Première Guerre mondiale interrompt totalement son étude et les navires ne voient jamais le jour.

## Conception
En 1912, le ministère de la Marine ordonne la construction de quatre nouveaux navires de ligne, dont la construction doit commencer en 1915. Désignés I12, I13, A14 et A15, ces cuirassés ne se voient imposer aucune limite technique. En effet, les nouvelles formes de radoub des arsenaux de Brest, Toulon et Lorient, longues de 200 à 250 mètres, doivent être finies de 1915 à 1916, permettant de construire de plus gros navires que les précédents. Les première études commencent à l'été 1913, et un memorandum du ministère daté du 19 septembre demande à la Section technique de concevoir des plans pour des cuirassés de 29 000 tonnes. La question rapidement soulevée est celle du calibre de l'artillerie principale, et de sa disposition. En effet, à l'époque, la Royal Navy installe des canons de 15 pouces (381 mm) sur ses cuirassés (par exemple la classe Revenge), alors que le calibre le plus gros construit pour la Marine française est de 340 mm, comme sur la classe Bretagne. Charles Doyère, de la Section technique, propose alors quatre variantes :
| Calibre du canon | Tonnage                | Nombre de canons | Disposition   |
| ---------------- | ---------------------- | ---------------- | ------------- |
| 340 mm           | 27 500 tonnes          | 14               | 3 × 4 + 1 × 2 |
| 340 mm           | 28 500 à 29 000 tonnes | 16               | 4 × 4         |
| 380 mm           | 27 500 tonnes          | 8                | 2 × 4         |
| 380 mm           | 29 500 à 30 000 tonnes | 10               | 2 × 5         |

Finalement, le 2 février 1914, le Conseil supérieur valide la solution comportant quatre tourelles quadruples de canons de 340 mm modèle 1912, mues hydrauliquement. En effet, le canon de 340 mm est déjà testé et approuvé, alors que tout reste à faire pour un éventuel canon de 380 mm.
Concernant la propulsion, un mémo du 19 septembre 1913 note les progrès des turbines à engrenages, qui ont l'avantage de réduire la consommation à vitesse de croisière, de réduire le poids de la machinerie, et de prendre moins de place. Néanmoins, aucune décision n'est encore prise, la construction des navires ne devant pas débuter avant 1915.
Enfin, le blindage doit être discuté après un mémo du 17 juin 1914. Celui-ci note que celui de la classe Normandie est conçu pour repousser en priorité les torpilles, et que les expériences menées à Lorient ont prouvé l'efficacité de la cloison anti-torpilles « triple élastique ». Cependant, l'apparition d'obus perforants à trajectoire sous-marine remet en cause la composition de cette protection. Les discussions à ce sujet, et la conception même de la classe Lyon sont abandonnées lorsque la Première Guerre mondiale éclate,.

## Les unités
| Nom du navire | Nom de construction | Chantier                               | Quille posée (prévision) | Lancement (prévision) | Armement (prévision) |
| ------------- | ------------------- | -------------------------------------- | ------------------------ | --------------------- | -------------------- |
| Lyon          | I12                 | Ateliers et Chantiers de la Loire      | 1915                     | 1917                  | 1918                 |
| Lille         | I13                 | Forges et Chantiers de la Méditerranée | 1915                     | 1917                  | 1918                 |
| Duquesne      | A14                 | Arsenal de Brest                       | 1915                     | 1917                  | 1918                 |
| Tourville     | A15                 | Arsenal de Lorient                     | 1915                     | 1917                  | 1918                 |